# 野葛
野葛（学名：Pueraria montana var. lobata）是葛屬山葛的变种。其根部為中草藥葛根（中药拉丁名Puerariae Radix），又名鹿藿、黃斤、雞齊根，主治傷寒溫熱、頭痛項強（頸僵）、煩熱消渴、洩瀉、痢疾、麻疹不透、高血壓、心紋痛、耳聾等病症。

## 性味
- 甘辛平，入脾、胃經。
- 《神農本草經》：葛根味甘，性平。主消渴，身大熱，嘔吐，諸痺。起陰氣，解諸毒。葛穀，主下利十歲以上。
- 《吴普本草》：葛根，神農：甘。生太山（《御覽》）。

## 藥用

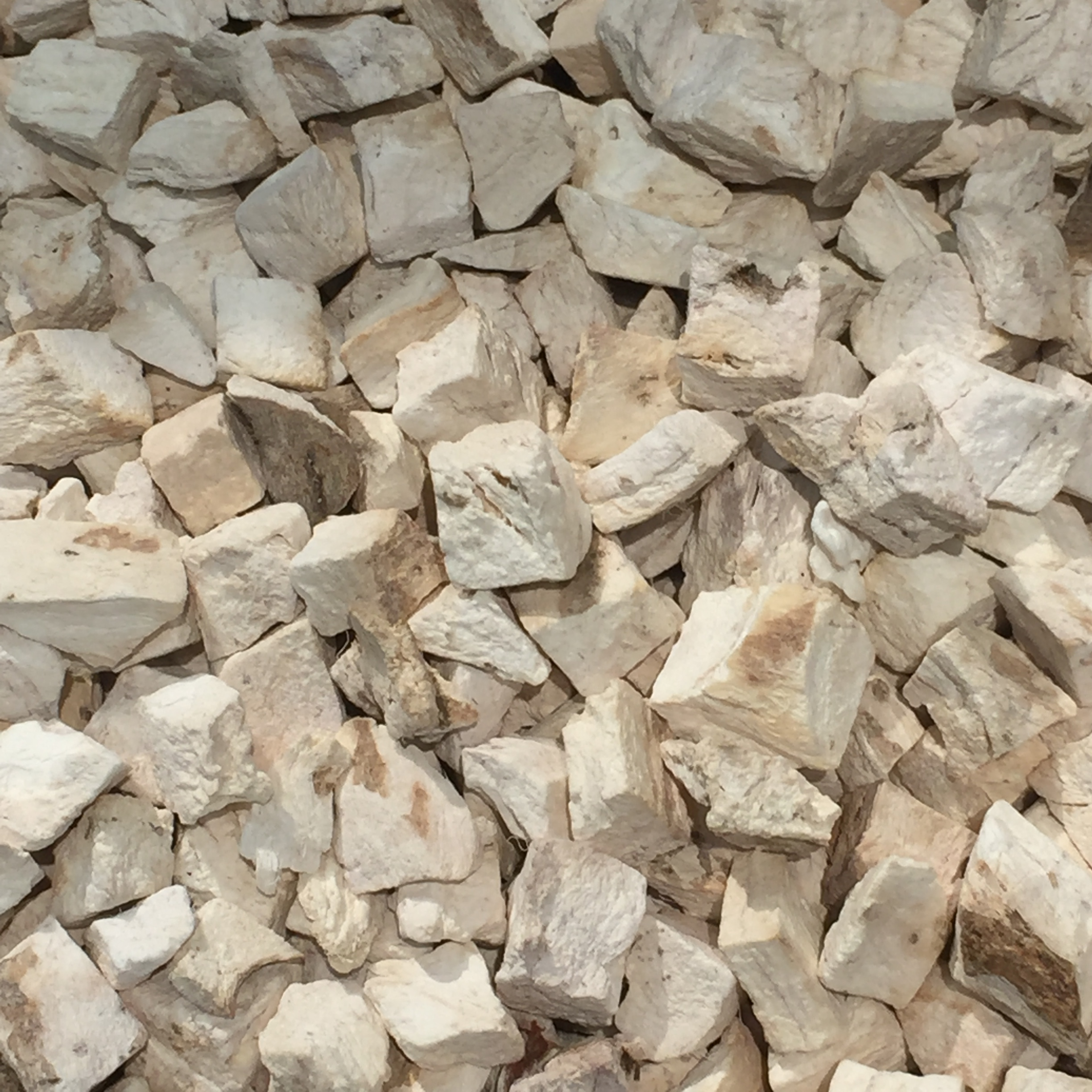
葛根块

- 感冒發熱，頭痛項背強硬。
- 熱痛口渴或消渴症。
- 麻疹透發不暢,或發熱口渴伴有腹瀉。
- 本品可緩解高血壓頸項硬疼痛。
- 临床发现对心脑血管疾病有一定的疗效

## 禁忌
陰虛火旺上盛下虛忌用

## 常用成方
葛根湯：葛根四兩、麻黃三兩去節、桂枝二兩、芍藥二兩、甘草二兩灸、生薑三兩切、大棗十二枚擘。
解酒：葛根一錢，在喝酒前泡一杯開水喝下再喝酒，酒精可解，所以人不會醉。

## 用途
可抑制對酒的渴望，降低血壓和減輕頭痛、頸部僵硬、眩暈、耳鳴。有助於治療酒精性中毒、感冒、流行性感冒和腸胃疾病。

## 延伸阅读
[在维基数据编辑]
 《欽定古今圖書集成·博物彙編·草木典·葛部》，出自陈梦雷《古今圖書集成》
 《植物名實圖考·葛》，出自吳其濬《植物名實圖考》